# Port Loko
Port Loko – miasto w Sierra Leone, ośrodek administracyjny dystryktu Port Loko w Prowincji Północnej. Oddalone jest o 60 km od stolicy Freetown. Leży nad rzeką Port Loko Creek, dopływem Sierra Leone.

## Ludność
Dominującą grupą etniczną w mieście są Temne. Prowadzone dotychczas spisy ludności wykazały następujące zmiany liczby mieszkańców:
| Rok  | Liczba ludności | Uwagi           |
| ---- | --------------- | --------------- |
| 1963 | 5809            | oficjalny spis  |
| 1974 | 10500           | oficjalny spis  |
| 1985 | 15248           | oficjalny spis  |
| 2007 | ok. 21500       | dane szacunkowe |

## Infrastruktura i gospodarka
W pobliżu miasta położone jest lotnisko. Przez Port Loko przebiega też linia kolejowa z Marampa do Pepel, która jednak wykorzystywana jest wyłącznie do transportu towarowego. Głównym produktem rolnym jest ryż.